# Provincie Čišima
Provincie Čišima (japonsky: 千島国; Čišima no kuni) byla stará japonská provincie založená během období Meidži. Původně zahrnovala Kurilské ostrovy od Kunaširi na sever a později do ní byl začleněn i Šikotan. Její původní území je v současnosti obsazené Ruskem a jejího pozdějšího území se zřekli v Sanfranciské dohodě (viz Spor o Kurilské ostrovy).
Provincie vznikla 15. srpna 1869, kdy se skládala z pěti okresů. V roce 1872 při sčítání lidu činila populace provincie 437 lidí. V listopadu roku 1875 bylo Karafuto (Sachalin) předáno Rusku při výměně za Kurilské ostrovy v Petrohradské smlouvě (1875). Kurilské ostrovy byly rozděleny do tří nových okresů. V lednu 1885 byl ostrov Šikotan převeden z provincie Nemuro do Čišimy a stal se z něj okres Šikotan.

## Okresy
- Kunaširi (国後郡) – obsazený a spravovaný Ruskem
- Etorofu (択捉郡) – obsazený a spravovaný Ruskem
- Furebecu (振別郡) – zrušený v dubnu 1923, když se jeho vesnice spojily s několika vesnicemi okresů Šana a Etorofu a vytvořily vesnici Rubecu v Etorofu
- Šana (紗那郡) – obsazený a spravovaný Ruskem
- Šibetoro (蘂取郡) – obsazený a spravovaný Ruskem
- Šikotan (色丹郡) – oddělený od okresu Hanasaki v roce 1885; v současnosti obsazený a spravovaný Ruskem
- Uruppu (得撫郡) – získaný Petrohradskou smlouvou, přenechaný Sanfranciskou smlouvou
- Šimuširo (新知郡) – získaný Sankt-Peterburskou smlouvou, přenechaný Sanfranciskou smlouvou
- Šumušu (占守郡) – získaný Sankt-Peterburskou smlouvou, přenechaný Sanfranciskou smlouvou